# Cox ou la course du temps
Cox ou la course du temps est un roman autrichien de Christoph Ransmayr, de fiction historique, publié en allemand en 2016.
La traduction française, signée par Bernard Kreiss,, paraît aux Éditions Albin Michel en 2017.

## Résumé
Après un séjour en Chine et deux ans d'absence, Cox revient à bord du Sirius avec trois autres spécialistes anglais de la mesure mécanique du temps, sur invitation de l'empereur, avec mission de l'amirauté royale britannique d’exaucer les souhaits de l'empereur de Chine et de poursuivre l'exploration, des mers bordières de l'Océan Pacifique (p. 34). Il arrive à Hangzhou en octobre, au moment même du châtiment de vingt-sept fonctionnaires des impôts et agents de change (nez coupé).
Lors du long voyage de Hangzhou vers Pékin, par le Grand Canal, en sept semaines, Cox est désennuyé une unique fois, à la vue du regard d'une femme-enfant, entraperçue lors d'un mouvement de jonques du convoi officiel, et qui lui fait penser à la déesse de la Mer, Tian Hou (ou Mazu).
Cox est seul autorisé à résider dans la Cité Interdite (Ville Pourpre), dans un appartement avec une réplique de (son) atelier de Londres. Ses compagnons résident en ville et sont escortés pour leurs seuls déplacements autorisés (logement, travail). Ils sont servis par une domesticité changeante, muette (p. 99, eunuques, gardes mutiques). Les seules communications et relations possibles se font par l'intermédiaire de Kiang, guanxi et interprète.
Les rencontres avec l'empereur sont très rares, toujours avec l'interprète guanxi. La première est la réception officielle, très protocolaire, fastueuse, longue, ennuyeuse. À la seconde, il est accompagné, à l'atelier, de seulement trois concubines. Pour la troisième, il reçoit au bord du fleuve, sans aucun garde, en simple appareil, Cox et Merlin. Et trois autres, à peine évoquées, à l'atelier de Jehol.
L'empereur refuse les jouets automates proposés, et le Sirius part les proposer à Yokohama (Japon). Il accepte les deux nouveaux chefs-d'œuvre, l'horloge à vent (jonque d'argent (p. 89, vaisseau amiral de Zheng Tong), et l'horloge à braise (ou horloge à feu, avec boulettes d'herbes aromatiques) (p. 125. Son véritable souhait, dévoilé à Jehol, est une horloge à mouvement perpétuel (p. 226).
Pour tous leurs travaux, les matériaux nécessaires, aussi coûteux soient-ils, sont fournis très rapidement, sans discussion. Le projet final exige près de cent kilos de mercure : Nous allons assécher l'Empire (p. 244.
Puis, c'est la fin de l'été. Et les inquiétudes s'accumulent... L'Empereur ne respecte plus certaines règles, se promène seul, va rendre une quatrième visite à l'atelier, avec An.

## Découpage
1. Hangzhou (l'arrivée)
2. Da Yunhé (la route d'eau)
3. Zi jin cheng (la Ville pourpre)
4. Wan sui yé (seigneur des Dix Mille Ans)
5. Shi jian (un homme)
6. Hai zi (le bateau d'argent)
7. Ling chi (un châtiment)
8. Wan li chang cheng (la muraille)
9. An (la bien-aimée)
10. Li Xia (départ pour l'été)
11. Aïshi (la perte)
12. Jehol (au bord du fleuve chaud)
13. Shuiyin (vif-argent)
14. Zhong (l'horloge)
15. Jing gao (un avertissement)
16. Ging Kè (l'instant)
17. Gu Du Qiu Bai (l'Invincible)

Pour finir

## Personnages
- Qianlong, empereur
- James Cox, l'homme le plus triste du monde
  - entreprise Cox & Co, siège à Shoe Lane, manufactures à Liverpool, Londres et Manchester
  - Faye Cox, épouse, mariée à 17 ans, de Liverpool, mère à 18 ans, muette depuis la mort de sa fille
  - Abigaïl, fille décédée à 5 ans de coqueluche, et son appareil mortuaire de rapace (p. 20)
- Jacob Merlin, associé de Cox,
- Aram Lockwood, assistant, horloger, orfèvre
- Balder Bradshaw, assistant, micro-mécanicien, 29 ans, victime d'un accident de cheval
- Joseph Kiang, traducteur, interprète, guanxi, Chinois Han, natif de Shanghaï, baptisé,
- An, femme-enfant, aperçue durant le voyage sur le Grand Canal, une des concubines

## Thèmes
Le roman développe les thèmes de l'exotisme (géographique, historique, culturel), du pouvoir (par la puissance impériale), du luxe (par les privilèges impériaux), des automates, de la violence d'État (supplices (nez coupé (p. 15), ciseaux d'énucléation (p. 69), supplice de deux médecins impériaux (p. 107-109) et une réflexion sur le temps (des machines, des enfants, des agonisants, de l'instant, de l'éternité).
- Puis c'étaient de longues rangées de flamants roses qui bordaient la route de la flotte, ou bien une interminable colonne de porteurs d'eau qui s'affairaient sur la berge, avec leurs seaux se balançant à des barres de bambou, autour d'une butte rouge brique, comme si cette masse de terre devait être mise en mouvement par une longue chaîne d'hommes et amenée à se couvrir de fleurs en une lente rotation obéissant au passage des saisons..., des processus mécaniques, des mouvements programmés, des panoramas de cadrans chiffrés où que Cox portât les yeux (p. 36).
- Et à la fin de la visite, ce qu'il venait de voir lui apparut effectivement comme une gigantesque horloge de pierre maintenue en mouvement non par un pendule mais par un cœur invisible, un balancier caché sans lequel non seulement le mouvement de l'horloge mais le temps lui-même demeurait en suspens : Qianlong (p. 53).
- Leur regard honteux fixait le sol où une colonne de fourmis s'employait, au prix de gros efforts, de traîner jusque dans leur nid pour le transformer en nourriture un papillon de nuit gris plomb qui n'offrait plus qu'une résistance vaine, désespérée (p. 54).
- Cox s'approcha de la fenêtre. Un cortège de palanquins semblables à des vaisseaux, à de somptueuses gondoles, glissait lentement hors de l'ombre du mur... [...] Le tracé de la courbe, concrétisé par les empreintes de pas que les eunuques laissaient dans la neige, correspondait sans doute à un détour préconisé par les astrologues, visant à éviter quelque démon invisible. À moins que cette courbe ne fût qu'un signe rappelant que, dans la Cité interdite, la ligne droite, le chemin le plus direct et en apparence le plus court, menait le plus souvent au désastre (p. 65).
- Le plus célèbre constructeur d'horloges et d'automates du monde occidental avait-il fait la moitié du tour du monde à la voile, navigué à contre-courant jusqu'à Beijing sur un cours d'eau artificiel creusé par des millions d'esclaves et passé un automne entier dans ce que la plupart des gens, en Occident, considéraient comme une cour d'opérette, en attente d'une parole de l'empereur de Chine, afin d'entendre là, maintenant, à genoux devant un trône vide, une platitude pareille (p. 82) ?
- Il savait ce que Qianlong pensait,savait ce que Qianlong dirait, savait ! ce que l'empereur de Chine attendait de lui avant même qu'il eût formulé son souhait et que Kiang l'eût traduit. Cox avait l'impression de sentir se tendre dans ses mains les ficelles à l'aide desquelles il actionnait la marionnette qui se cachait derrière le paravent et derrière sa prétention à la toute-puissance. (p. 85).
- Au musée du temps mesuré, l'horloge céleste, ce maître-autel du temps (p. 188), autour d'un trône vide (p. 189).
- L'ombre du rocher où reposait Bradshaw glisserait désormais chaque jour par-dessus sa tombe comme l'aiguille d'un cadran solaire, disparaîtrait le soir , réapparaîtrait  matin après matin, et que Balder, en somme, reposerait  à l'intérieur d'une horloge dont le mouvement était commandé par la mécaniqe céleste elle-même (p. 205).
- Le trône tout en haut de l'ouvrage restait vide jusqu'à ce que l'empereur pénètre dans le pavillon et dispose au sommet du monde la figurine à peine plus grande qu'un doigt représentant sa propre personne ou, selon son bon plaisir, celle de quelque souverain lointain (p. 217).
- Le Tout-Puissant avait ordonné à l'été de ne pas finir (p. 259).
- Le temps s'était arrêté (p. 273).

## Éditions françaises
- Éditions Albin Michel, coll. « Les grandes traductions », 2017, 316 pages  (ISBN 978-2-226-39630-3)
- LGF, coll. « Le Livre de poche », 2019, 288 pages  (ISBN 978-2-253-23795-2)

## Réception
La recension de la presse francophone européenne laisse apparaître une réception positive du roman,,,,,.